# إميليو كورناليا
إميليو كورناليا (بالإيطالية: Emilio Cornalia)‏ عالم إيطالي مختص في التاريخ الطبيعي، ولد في 22 يوليو، 1824، ميلانو وتوفي في 8 يونيو، 1882، ميلانو.